# 溪涌站
溪涌站是深圳地铁8号线三期與深圳地铁32号线建设中的地铁车站，为8号线三期的东端與32号线的西端终点站，预计于2025年12月开通使用。